# Сафа Ґерай (казанський хан)
Сафа Ґерай (صفا گرای; нар. 1510 — 1549) — 11-й казанський хан у 1524—1531, 1536—1546, 1546—1549 роках.

## Життєпис
Онук кримського хана Менґлі I Ґерая. Син Фетіха Ґерая. Народився 1510 року в Бахчисараї. Через декілька місяців помер батько. 1524 року стрийко Сахіб Ґерай передав Сафа Ґераю владу в Казанському ханстві. Втім значний вплив зберіг Бурат-Ширін. Уклав союз із Кримським ханством і визнав зверхність Османської імперії.
1531 року казанська знать злякалася надто проосманської політики хана й під тиском Москви змусила Сафа Ґерая зректися влади й залишити ханство. Новим ханом став Джан-Алі з Касимова.
Оженився з донькою Юсуфа, бія Ногайської орди. 1535 року за підтримки кримських військ повалив Джан-Алі, відновившись на троні. Це стало приводом до початку москово-казанської війни. В грудні того року Москва вислала війська під командуванням князя Семена Гундорова і Василя Замитського проти нового казанського уряду. Але хан Сафа-Гірей випередив їх і здійснив набіг на Нижній Новгород. Відтоді між московитами і казанцями розпочалася війна на виснаження.
У січні 1537 року Сафа Ґерай підійшов до Мурома, випалив околиці, набрав бранців, але міста не зміг захопити. Звідти хан рушив до Нижнього Новгороду, де так само випалив навколишні села. Його загони рушили вглиб ворожої території під Балахну, Городець, Кострому і Галич полювати на рабів. Неподалік Нижнього Новгороду дав бій московитам, після якого відступив до Казані.
Отримав допомогу від хаджитарханського хана Абд ар-Рахмана і ногайських мурз. Водночас почав перемовини з королем Польським і великим князем Литовським Сигізмундом I, в якого просив грошову допомогу для боротьби з московитами.
1538 року здійснив новий похід, сплюндрувавши міста Нижній Новгород, Муром, Гороховець, Балахну, Володимир, Шуя, Юр'їв-Польський, Галич, Вологду, Тотьму, Устюг, Перм і Вятку. Московити не могли спинити хана, оскільки основні сили їхньої держави були сконцентровані на кримському напрямку.
1540 року хан знову спробував захопити Муром. Зрештою довідавшись про наближення московського підкріплення з Володимира, зняв облогу і відійшов із здобиччю. Разом з тим хан поступово втрачав підтримку казанської знаті через протекцію ним кримських татар. Казанські мурзи стали переходити на бік ворога й від'їжджати до Москви. Незважаючи на це 1542 року Сафа Ґерай втретє спробував захопити Муром, втім без успіху. Взимку 1544—1545 років хан сплюндрував значну частину Володимирщини.
1545 року відбив московський напад на Казань. Водночас погиркався з Сеїдом Беюрганом і мурзою Кадишем, які невдовзі влаштували повстання. У січні 1546 року Сафа Ґерай мусив тікати з Казані до Ногайської орди. Трон перейшов до Шах-Алі. Втім уже у липні того ж року за допомогою ногайців Сафа Ґерай повалив Шах-Алі, відновившись на троні.
1547 року відновилися бойові дії з московитами.1548 року у битві на Арському полі хан зазнав тяжкої поразки й відступив до Казані. Але рання відлига зробила дороги та річки непрохідними. Тому ворог повернувся до себе. наприкінці 1549 року за невідомих обставин Сафа Ґерай помер. Йому спадкував син Утямиш Ґерай.